# Xdg-utils
xdg-utils는 포틀랜드 프로젝트(Portland Project) 및 freedesktop.org에서 구현 및 배포되고 있는 리눅스 및 X11계열의 운영체제(OS)에서 작동하는 잘 설계된 크로스 플랫폼 API  및  라이브러리들이다. 이들로부터 구현된 ISV(독립 소프트웨어 공급업체,Independent Software Vendor)에 의해 제작 및 제공되는 데스크톱 환경과 커널 간의 애플리케이션 소프트웨어들은 높은 이식성을 보장받고 용이하게 사용할 수 있도록하는 것이 가능하다 세부사항으로는 xdg-desktop-menu ,xdg-desktop-icon ,xdg-open 등이 구현되어있다.

## 목표
xdg-utils is a set of tools that allows applications to easily integrate with the desktop environment of the user, regardless of the specific desktop environment that the user runs.About half of the tools focus on tasks commonly required during the installation of a desktop application and the other half focuses on integration with the desktop environment while the application is running. (xdg-utils,freedesktop.org)
xdg-utils는 사용자가 실행하는 특정 데스크탑 환경에 관계없이 응용 프로그램을 사용자의 데스크탑 환경과 쉽게 통합할 수 있는 도구 세트입니다.도구의 약 절반은 데스크톱 응용 프로그램을 설치하는 동안 일반적으로 필요한 작업에 초점을 맞추고 나머지 절반은 응용 프로그램이 실행되는 동안 데스크톱 환경과의 통합에 초점을 맞춥니다.  (xdg-utils,freedesktop.org)

## 사용예
xdg-utils에 포함되어있는 xdg-open의 터미널에서의 예
> xdg-open --help
> xdg-open 'http://www.freedesktop.org/'

## 같이 보기
- HPLIP